# Schlosskirche (Neustrelitz)

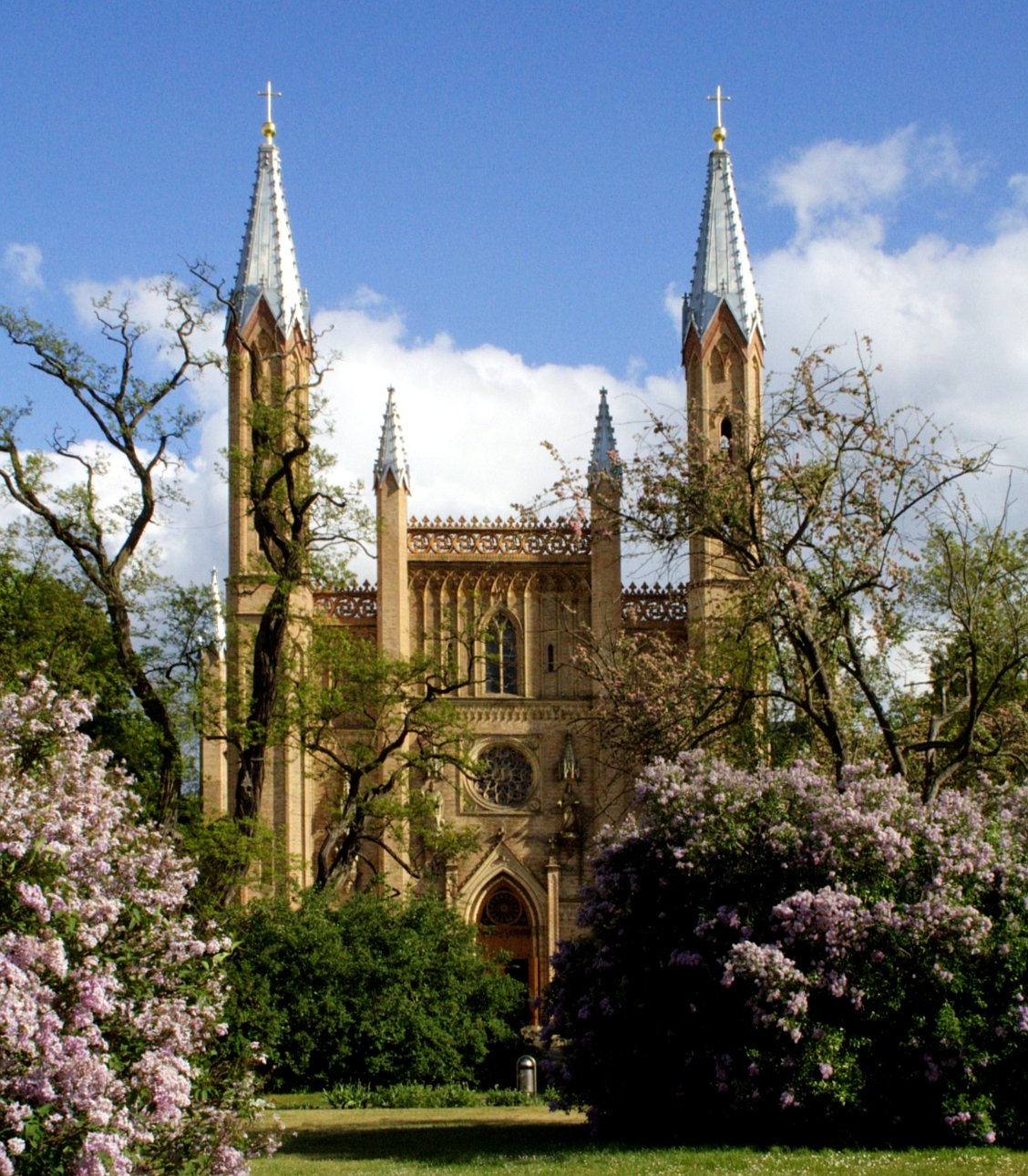
Schlosskirche (Westseite)

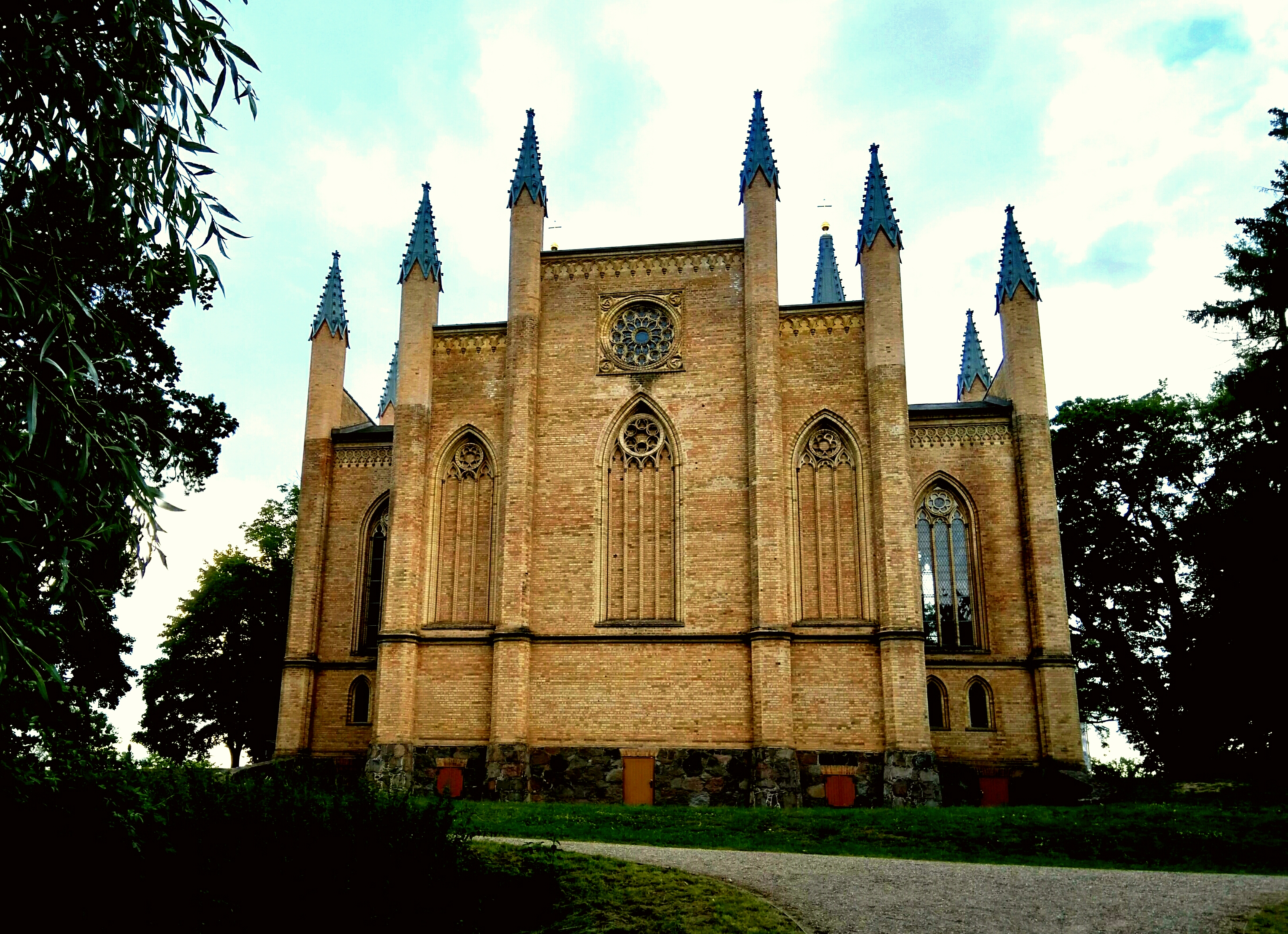
Schlosskirche (Ostseite)

Die neugotische Schlosskirche wurde in den Jahren von 1855 bis 1859 nach Plänen von Friedrich Wilhelm Buttel erbaut und ist eines seiner Hauptwerke in Neustrelitz (Mecklenburg-Vorpommern).

## Baugeschichte

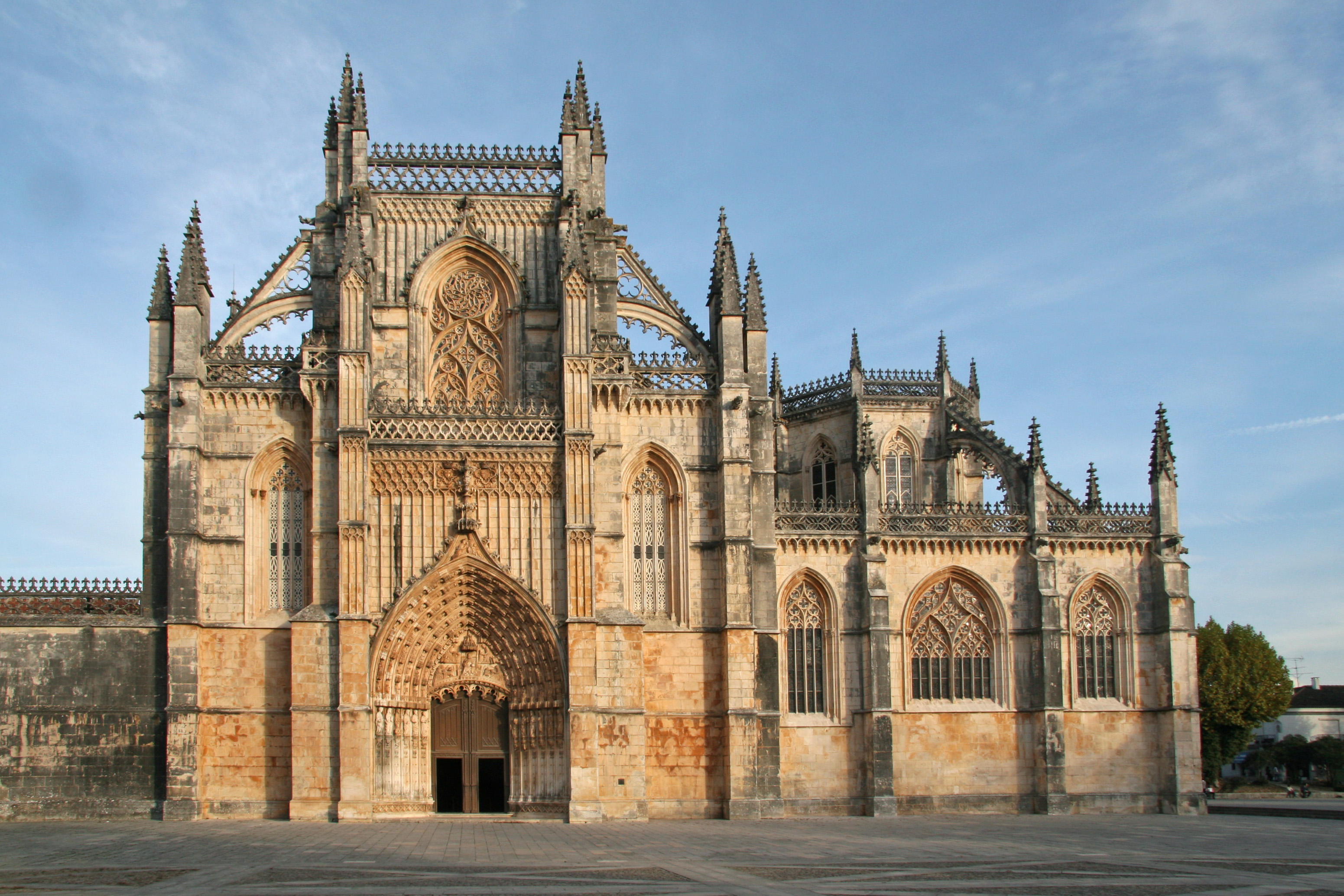
Inspirationsquelle:
Mosteiro da Batalha

Die alte Schlosskapelle im Neustrelitzer Schloss war klein und die evangelischen Kirchengemeinden von Neustrelitz wuchsen mit zunehmender Bevölkerung zu Anfang des 19. Jahrhunderts beständig. Der architektekturinteressierte Großherzog Georg hatte schon zahlreiche Bauten mit Friedrich Wilhelm Buttel realisiert, dem damals bereits die gesamte Bauverwaltung des Landes unterstand. In seinem ersten Entwurf orientierte sich Buttel am gotischen Kloster Batalha in Portugal. Diese Kirche war jedoch aus Sandstein gebaut und ein Bau unter Verwendung dieses Materials hätte enorm hohe Kosten verursacht. Die Planungen gerieten denn auch zu groß und zu kostspielig. Großherzog Georg bestand auf eine bescheidenere Lösung, Buttel musste seinen Entwurf überarbeiten. Als Absolvent der Berliner Bauakademie und Mitarbeiter Karl Friedrich Schinkels kannte er dessen Pläne für die Alexander-Newski-Kapelle im Schloss Peterhof bei Petersburg. Architektonische Details wie die Fialtürmchen neben dem Portal deuten darauf hin, dass sich Buttel von Schinkel inspirieren ließ.
Erhebliche Bedenken hatte Buttel gegen das vom Großherzog vorgesehene Baugrundstück. Wegen des abfallenden Geländes und instabilen Baugrundes befürchtete Buttel, dass sich am Bauwerk Risse bilden könnten und womöglich sogar die Gefahr von Mauertrennungen bestand. Am 12. August 1859 wurde die Schlosskirche von Neustrelitz geweiht. Im Jahr nach der Fertigstellung der Schlosskirche ernannte der Großherzog Friedrich Wilhelm Buttel für seine Verdienste zum Oberbaurat. Es sollten keine zehn Jahre vergehen, dass sich die Bauschäden realisierten und den Lebensabend des Baumeisters verdunkelten.
Heute ist das Gebäude Eigentum der Stadt Neustrelitz und dient nicht mehr als Kirche. Als Plastikgalerie Schlosskirche Neustrelitz wird sie für wechselnde Ausstellungen genutzt.
Seit 2021 hat das Kulturquartier Mecklenburg-Strelitz die Trägerschaft übernommen. Nun finden in der Schlosskirche auch regelmäßig Konzerte statt.

## Baumaterial

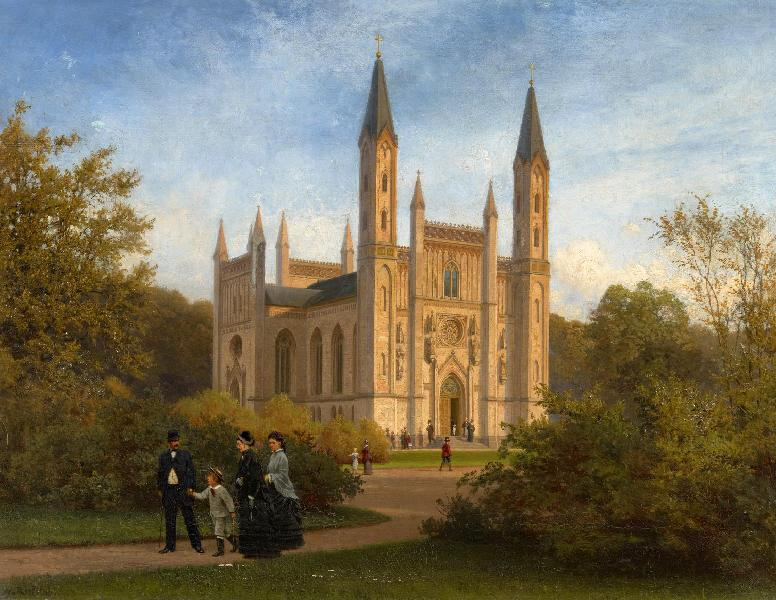
Wilhelm Riefstahl: Die Schloßkirche zu Neustrelitz (1883)

Buttel entwickelte während seines Schaffens ein außerordentliches Interesse an Ziegeln als Baumaterial. So besichtigte er bereits im Jahre 1827 die Königliche Ziegelei im brandenburgischen Joachimsthal und in den folgenden Jahren mehrfach die neuen Backsteinkirchen sowie Schinkels Bauakademie in Berlin. Das neue Material lobte er in einem Bericht an die Großherzogliche Kammer vom 25. Dezember 1833:

„Dieses Material, in Verbindung mit dem Gußeisen, wo zartere Verhältnisse nöthig sind, wird allein noch angewendet […] Man weiset nach, und stüzt sich dadurch, dass dieses Material dasjenige sei, worauf die Natur angewiesen habe in den hiesigen Gegenden, und man scheint schon jetzt auf diese genommene Richtung stolz zu sein, indem man die Resultate dieses Werkes mit dem Namen einer vaterländischen oder Preußischen Kunst zu bezeichnen anfängt.“

Die Schlosskirche wurde dann auch in hellgelbem Backstein ausgeführt.

## Gestaltung
Der Grundriss der einschiffigen Saalkirche ist kreuzförmig. Insgesamt zwölf schlanke Türme schmücken den neugotischen Bau, es ist die Zahl der Apostel. Er weist eine zweizonige Gliederung der Seitenwände durch einen verkröpften Sims auf. Der vorgesetzte Mittelrisalit wird von zwei niedrigen Türmen flankiert. Zwei hohe Türme begrenzen die Fassade der Mittelfront. Die Türme sollten als Symbole des christlichen Glaubens die wahre religiöse Begeisterung ausdrücken und zu Gott weisen. In der Mitte über dem Portal befindet sich eine Fensterrose, deren Maßwerk zwölf Kreise bildet. Reiches Blendmaßwerk, Rosetten über den Fenstern und Portalen sowie geländerartige Bekrönungen schmücken die Schlosskirche von Neustrelitz.

## Kunst am Bau

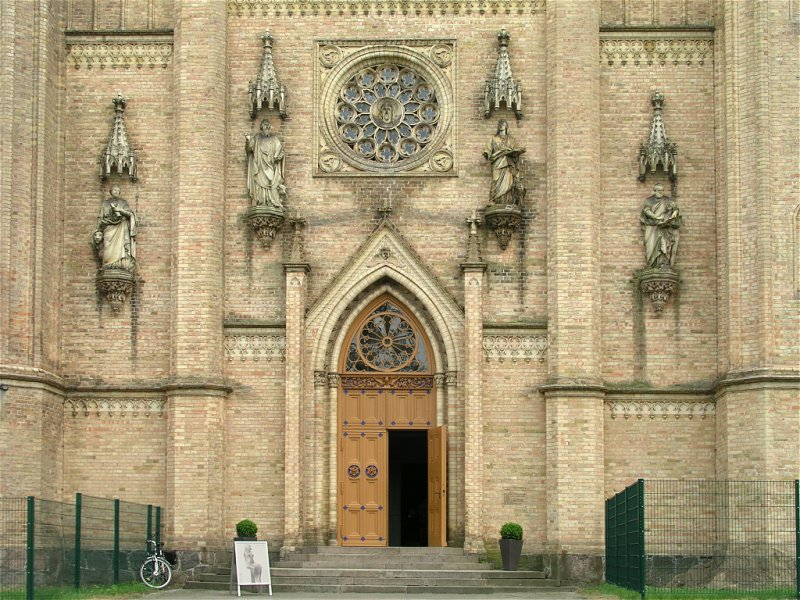
Westfassade mit Evangelisten

An der Westfassade prangen in der Höhe zwischen dem Portal und der Fensterrose die vier Evangelisten mit ihren Symbolen: Matthäus mit dem geflügelten Menschen, Markus mit dem Löwen, Lukas mit dem Stier und Johannes mit dem Adler. Sie sind aus Terrakotta und stehen auf Laubkonsolen. Der Bildhauer Albert Wolff schuf sie 1859. Im Innern der Schlosskirche sind die geschnitzten Balken zu sehen.

## Ausstattung

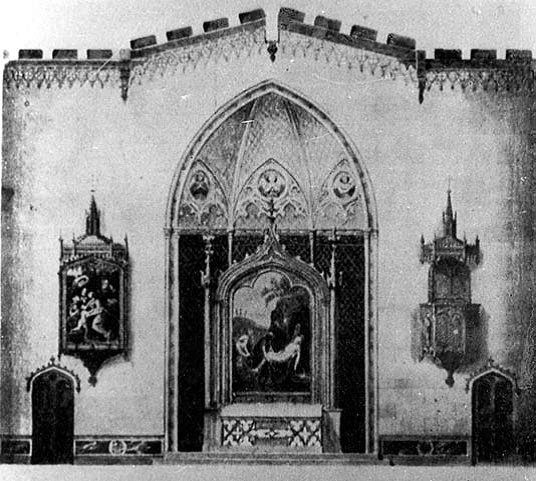
Ursprüngliche Gestaltung der Altarwand

Über den Verbleib der von Buttel sorgfältig geplanten Ausstattung ist ansonsten nicht viel bekannt.
Die Kanzel ist im Wesentlichen erhalten – bis auf die sechs Nischenfiguren am Kanzelkorb, die Moses, Jesaja, Petrus, Paulus, Augustinus und Martin Luther darstellten und von Bernhard Reinhold modelliert worden waren.
Vom Altar und seinem Aufbau ist lediglich die Mensa erhalten; der neugotische Altaraufbau mit dem Gemälde Die Grablegung von Georg Kannengießer ist verloren.
Links neben dem Altar hing als Pendant zur Kanzel das sogenannte Epitaphgemälde Die Heilige Familie, eine 1859 fertiggestellte Kopie nach Raffaels La Sainte Famille de François Ier (1518) im Louvre von Großherzogin Marie. Es ist erhalten, kam aber nach 1982 ins Museum der Stadt. Der reich verzierte und vergoldete Rahmen blieb in der Kirche, hängt aber nicht mehr an seiner Stelle.
Das Kirchengestühl wurde 2011 aufwändig in der Tischlerei der Justizvollzugsanstalt Waldeck restauriert und wird seither in der Kapelle Semlow verwendet.
Die Wanddekoration ist monochrom übermalt worden, und die vier polychromen Bleiglasfenster des Nürnberger Glasmalers Stephan Kellner (1812–1867), der auch die Entwürfe für die Ausmalung der Apsis und der Rosetten über den Seitenemporen lieferte, sind nicht mehr vorhanden. Sie zeigten im ersten Fenster, vom Haupteingang links, die Geburt Christi mit den heiligen drei Königen, im zweiten die Kreuzigung, diesem gegenüber die Verklärung und dem ersten gegenüber die Auferstehung Christi. Die Kreuzigung war ein Geschenk der Großherzogin zum 80. Geburtstag ihres Gemahls, die Verklärung war von der Erbgroßherzogin der Kirche am 81. Geburtstage des Großherzogs geschenkt, desgleichen die beiden anderen Fenster von den großherzoglichen Domänen- und Kabinetts-Amtspächtern.
Den Taufstein stifteten Herzog Georg und seine Gemahlin Großfürstin Katharina, das silberne Kruzifix auf einem Sockel aus schwarzem Marmor Großherzog Friedrich Wilhelm II. und Herzogin Caroline zu Mecklenburg. Die silbernen Altarleuchter wurden von König Georg V. und Königin Marie von Hannover 1860 gestiftet; sie befinden sich heute als Leihgaben in der Stadtkirche Neustrelitz, wo sie zu besonderen Anlässen verwendet werden.

## Orgel
Auf der Empore befindet sich eine Orgel, die in Teilen aus einem Instrument besteht, welches von dem Orgelbauer Barnim Grüneberg erbaut wurde. Das Schleifladen-Instrument hat 16 Register auf zwei Manualen und dem Orgelpedal. Die Orgel der Neustrelitzer Schlosskirche gehört zu den frühesten Orgeln Barnim Grünebergs. Nach 1960 erfolgte eine umfangreiche Umdisponierung. Das Instrument ist seit Jahren unspielbar und stark verwahrlost; viele der Orgelpfeifen fehlen. Der Spieltisch steht frei mit Blick zum Altar. Die heutige Disposition lautet:
| I Hauptwerk C–f3 |       |
| Bordun           | 16′   |
| Principal        | 8′    |
| Hohlflöte        | 8′    |
| Octave           | 4′    |
| Rohrflöte        | 4′    |
| Nasat            | 2 ⁄3′ |
| Octave           | 2′    |
| Mixtur III       |       |

| II Hinterwerk C–f3 |        |
| Rohrflöte          | 8′     |
| Flöte              | 4′     |
| Waldflöte          | 2′     |
| Terz               | 1 3⁄5′ |

| Pedalwerk C–d1 |     |
| Subbass        | 16′ |
| Violon         | 16′ |
| Oktavbass      | 8′  |
| Choralbass     | 4′  |